# Brasstracks
Brasstracks — американский R&B и хип-хоп продюсерский дуэт, берущий начало из Алфабет-Сити, Манхэттен, Нью-Йорк, состоящий из Ивана Джексона и Конора Рейна. Призёры двух премии «Грэмми» за работу над синглом Chance the Rapper «No Problem». 21 августа 2020 года дебютировали с полноформатным альбомом Golden Ticket.

## История создания
Джексон и Рейн основали Brasstracks в 2014 году, после знакомства во время учёбы в Манхэттенской музыкальной школе, где Джексон был трубачом, а Рейн — барабанщиком. Джексон родом из Манхэттена, а Рейн из Нью-Джерси. В основном они используют «живые» инструменты: Джексон играет на духовых инструментах, а Рейн на барабанах. Их первым треком был инструментальный трек «Say U Will», а первый EP — Good Love, был выпущен 19 августа 2016 года Он включает в себя коллаборацию с Roses Gabor, Jay Prince, Lido и Masego.
Дуэт спродюсировал сингл «No Problem» от Chance the Rapper с участием 2 Chainz и Lil Wayne из микстейпа Chance the Rapper Coloring Book 2016 года. Brasstracks появились в песне «Am I Wrong» от Андерсона Пака и Schoolboy Q, а так же продюсировали и писали материал для Wyclef Jean, GoldLink, Harry Styles, Khalid и Mark Ronson. В 2017 году дуэт выпустил EP «For The Who Know Pt. I», включающий в себя коллаборацию с Робертом Гласпером, The Underachievers, Bxrber и S’natra. В следующем году они выпустили вторую часть EP.
В 2019 году Brasstracks подписали контракт с Capitol Records и выпустили live-EP Before We Go: Live From Capitol Studios, включающий концертные версии своего EP Before We Go, выпущенные ранее в этом году. В Before We Go представлены гостевые ролики от R.LUM.R, Grace и Pell, и представляют собой переход к стилю R&B и хип-хопа по сравнению с их предыдущим джазовым электронным звучанием. В мае 2020 года, в преддверии своего дебютного полноформатного альбома Golden Ticket, дуэт выпустил заглавный сингл «Change For Me» с участием Сэмма Хеншоу, за которым последовал второй сингл «Missed Your Call» с участием Col3trane, а затем «Golden Ticket», с участием Масего и Common’а. «Golden Ticket» был выпущен на Capitol Records 21 августа 2020 г.
Brasstracks гастролировали с Lido, Mr. Carmack, Jack Garratt, GRiZ и Big Gigantic. В 2019 году они появились вместе с Майли Сайрус и Марком Ронсоном в шоу «Saturday Night Live», исполнив «Nothing Breaks Like a Heart».

## Члены
- Иван Джексон (духовые, постановка)
- Конор Рейн (ударные, постановка)

## Награды
| Год  | Награда        | Категория                     | Работа                              | Результат |
| ---- | -------------- | ----------------------------- | ----------------------------------- | --------- |
| 2017 | награда Грэмми | Лучшее рэп-исполнение         | «No Problem» с Chance the Rapper    | Победа    |
| 2017 | награда Грэмми | Лучшая рэп-песня              | «No problem» с Chance the Rapper    | Номинация |
| 2017 | награда Грэмми | Лучший рэп-альбом             | «Coloring Book» с Chance the Rapper | Победа    |
| 2021 | награда Грэмми | Лучшее сольное поп-исполнение | «Watermelon Sugar» сГарри Стайлзом  | Победа    |
| 2021 | награда Грэмми | Лучший вокальный поп-альбом   | «Fine Line» с Гарри Стайлзом        | Номинация |

## Дискография

### Альбомы
| Заголовок                   | Подробности                                                                               |
| --------------------------- | ----------------------------------------------------------------------------------------- |
| For Those Who Know (Deluxe) | - Релиз: 3 октября 2018 г. - Лейбл: саморелиз - Форматы: винил, цифровые копии, стриминг. |
| Golden Ticket               | - Релиз: 21 августа 2020 г. - Лейбл: Capitol Records - Форматы: цифровые копии, стриминг. |

### EP
| Заголовок                               | Подробности                                                                                        |
| --------------------------------------- | -------------------------------------------------------------------------------------------------- |
| Good Love                               | - Релиз: 19 августа 2016 г. - Лейбл: саморелиз - Форматы: цифровая загрузка, потоковая передача.   |
| For Those Who Know Pt. I                | - Релиз: 20 октября 2017 г. - Лейбл: саморелиз - Форматы: цифровая загрузка, стриминг.             |
| For Those Who Know Pt. II               | - Релиз: 24 августа 2018 г. - Лейбл: саморелиз - Форматы: цифровая загрузка, стриминг.             |
| Before We Go                            | - Релиз: 21 февраля 2019 г. - Лейбл: EQT Recordings - Форматы: винил, цифровая загрузка, стриминг. |
| Before We Go: Live From Capitol Studios | - Релиз: 2 августа 2019 г. - Лейбл: Capitol Records - Форматы: цифровая загрузка, стриминг.        |

### Синглы
- «Say U Won’t» (2016)
- «Favorite» (2017)
- «Those Who Know» (2017)
- «All of the Lights» feat. Alexander Lewis (кавер Канье Уэста) (2017)
- «Good Kid Brass City» (кавер Кендрика Ламара) (2018)
- «Vibrant» feat. Pell (2018)
- «Improv #1» (концерт) (2018)
- «Opposite Ways» (концерт) (2018)
- «Stay There» (2018)
- «In My Feelings» (кавер Дрейка) (2018)
- «Too Far Too Fast» (2018)
- «Я в порядке» feat. R.LUM.R (2019)
- «Professional» feat. Кайл Дион (2019)
- «Snowdaze» feat. Чарльз Гейнс (2019)
- «Always Be My Baby» (кавер Мэрайи Кэри) (2019)
- «Change For Me» feat. Сэмм Хеншоу (2020)
- «Missed Your Call» feat. Col3trane (2020)
- «Hold Ya» feat. Lawrence (2020)
- «Will Call» feat. Эллиот Скиннер и Виктория Кенэл (2020)
- «Golden Ticket» feat. Масего и Common (2020)
- «My Boo» (кавер диджея Ghost Town) (2020)
- «What’s Next» (кавер Дрейка) (2021)
- «Still Life» feat. Тори Келли (2021)

## Продюсерские и писательские заслуги
| Год  | Исполнители                                 | Альбом                         | Песня                         | Заслуга             |
| ---- | ------------------------------------------- | ------------------------------ | ----------------------------- | ------------------- |
| 2015 | GoldLink                                    | And After That, We Didn’t Talk | «Dark Skin Women»             | Продюсер            |
| 2016 | Chance the Rapper feat. 2 Chainz и Лил Уэйн | Coloring Book                  | «No Problem»                  | Продюсер            |
| 2016 | Андерсон. Пак feat. Schoolboy Q             | Malibu                         | «Am I Wrong»                  | Духовые             |
| 2016 | Халид                                       |                                | «Whirlwind»                   | Продюсер            |
| 2016 | Ксавье Омар                                 | The Everlasting Wave           | «Special Eyes»                | Продюсер            |
| 2018 | Марк Ронсон feat. Майли Сайрус              | Late Night Feelings            | «Nothing Breaks Like a Heart» | Продюсер            |
| 2019 | Гарри Стайлз                                | Fine Line                      | «Lights Up»                   | Духовые             |
| 2019 | Гарри Стайлз                                | Fine Line                      | «Watermelon Sugar»            | Духовые             |
| 2019 | Гарри Стайлз                                | Fine Line                      | «Fine Line»                   | Духовые             |
| 2019 | The Brand New Heavies                       | TBNH                           | «These Walls»                 | Духовые             |
| 2019 | 88-Keys feat. Мак Миллер и Сиа              |                                | «That’s Life»                 | Духовые             |
| 2019 | MAX и Фелли                                 | Colour Vision                  | «Acid Dreams»                 | Духовые             |
| 2020 | Radamiz feat. Kota the Friend               | Synonims of Strength           | «Goya»                        | Продюсер            |
| 2020 | BTS                                         | BE                             | «Dis-ease»                    | Продюсер            |
| 2022 | J-Hope                                      | Jack in the Box                | «More»                        | Писатель и продюсер |
| 2022 | J-Hope                                      | Jack in the Box                | «Future»                      | Писатель и продюсер |
| 2022 | Polyphia                                    | Remember That You Will Die     | «Genesis»                     | Писатель            |